# Scott Gorham
Scott Gorham (nascido em 17 de março de 1951 em Glandale, na California) é um guitarrista e compositor dos Estados Unidos, conhecido internacionalmente como um dos "guitarristas gêmeos" da banda de rock irlandesa Thin Lizzy. Apesar de não ser membro fundador do Thin Lizzy, ele é mais conhecido por sua participação contínua depois de passar um teste e entrar para a banda durante um tempo quando a banda estava em hiato após a saída do guitarrista Eric Bell. Gorham permaneceu na banda entre 1974 até a separação em 1984. Ele e o guitarrista Brian Robertson, ambos contratados ao mesmo tempo, marcaram o início do período mais crítico de sucesso da banda, e juntos desenvolveram foram conhecidos como os "guitarristas gêmeos" da banda.